# JR四国ステーション開発
JR四国ステーション開発株式会社（ジェイアールしこくステーションかいはつ、JRShikoku Station Development Corporation）は、香川県に本社を置く四国旅客鉄道（JR四国）のグループ企業。JR四国管内において、主にショッピングセンターの管理運営・駐車場、納戸等の営業・飲食店の経営及び駅弁の販売を行う。

## 本社・営業所
名称・所在地は公式サイトによる。
- 本社 - 香川県高松市浜ノ町8番24号　高松JR第2ビル
- 徳島支店 - 徳島県徳島市寺島本町西1丁目61番地1
- 松山支店 - 愛媛県松山市南江戸1丁目14番1号
- 高知支店 - 高知県高知市栄田町2丁目1番17号
- COM営業所 - 香川県高松市浜ノ町1番20号
- 丸亀営業所 - 香川県丸亀市通町175番地3

## 主な事業
- デベロッパー事業
  - COM高松
  - COM坂出
  - Pico丸亀
  - JRクレメントイン高松
  - 徳島駅クレメントプラザ
- 専門店運営事業
  - 喜多方ラーメン麺小町（ラーメン）
  - リトルマーメイド（FC）（ベーカリー）- ウィリーウィンキーからの転換（リトルマーメイド壬生川店は以前よりステーションクリエイト愛媛が運営、2020年の一斉転換より前に転換されている）
- ゴルフ練習場運営事業
  - 宇多津ゴルフ練習場
- 駅弁事業
  - 高松駅弁当店
- その他
  - 駐車場事業
  - 保険代理業
  - コワーキングスペース経営「Train Works」等

## 過去の主な事業
- 専門店運営事業
  - アントステラ（FC）（喫茶店、クッキー）
  - えいてぃえいと（物販店）
  - 88ドラッグ（薬局）
  - 88駅どん・夢や
  - エルスター（コンビニエンスストア）
  - かけはし（うどん）
  - カフェステーション（喫茶店）
  - ジョイフル（レストラン）
  - 0番線（居酒屋）
  - デリー（カレー）

## 沿革
- 1997年
  - 8月22日 - 株式会社ステーションクリエイト香川設立[1]。
  - 10月1日 - 営業開始。
- 2001年7月1日 - 丸亀ステーション開発株式会社を合併[2]。
- 2009年11月1日 - 株式会社ステーションクリエイト徳島を合併。株式会社ステーションクリエイト東四国に商号変更。
- 2014年
  - 5月12日 - 株式会社高松駅弁運営の高松駅弁当店を譲受し、運営開始[3]。
  - 6月1日 - 株式会社高松駅弁運営の特急車内販売（土讃線、予讃線）を譲受し、運営開始。
- 2019年3月15日 - 特急車内販売（土讃線、予讃線）を終了[4]。
- 2020年10月1日 - 株式会社ウィリーウィンキーを吸収合併。またマーメイドベーカリーパートナーズとフランチャイズ契約を結び、ウィリーウィンキー7店舗をリトルマーメイドに転換した[5]。
- 2022年10月1日 - 株式会社ステーションクリエイト愛媛・株式会社ステーションクリエイト高知を合併。JR四国ステーション開発株式会社に商号変更[6]。
- 2023年10月1日 - JR徳島駅ビル開発株式会社を合併[7]。

## 直近の社長
| 氏名       | 在任期間                   |
| ---------- | -------------------------- |
| 岩本好弘   | - 2004年6月                |
| 清重泰孝   | 2004年6月 - 2006年6月      |
| 酒井康夫   | 2006年6月 - 2008年6月      |
| 梶間津洋志 | 2008年6月 - 2009年10月31日 |

| 氏名       | 在任期間                      |
| ---------- | ----------------------------- |
| 梶間津洋志 | 2009年11月1日 - 2014年6月     |
| 平田成正   | 2014年6月 - 2016年6月         |
| 宮脇正行   | 2016年6月 - 2022年6月16日     |
| 杉浦崇史   | 2022年6月17日 - 2022年9月30日 |

| 氏名     | 在任期間             |
| -------- | -------------------- |
| 杉浦崇史 | 2022年10月1日 - 現在 |